# Hodachahalli, Sakleshpur
Hodachahalli là một làng thuộc tehsil Sakleshpur, huyện Hassan, bang Karnataka, Ấn Độ.